# Championnats d'Europe de pentathlon moderne 2008
Navigation
Édition précédente Édition suivante
Les Championnats d'Europe de pentathlon moderne 2008 se sont tenus à Moscou, en Russie.

## Podiums

### Hommes
| Épreuves    | Or                                                            | Argent                                                               | Bronze                                                |
| ----------- | ------------------------------------------------------------- | -------------------------------------------------------------------- | ----------------------------------------------------- |
| Individuel  | Russie Andrey Moiseyev                                        | Russie Ilia Frolov                                                   | Hongrie Róbert Kasza                                  |
| Par équipes | Russie Ilia Frolov Andrey Moiseyev Aleksey Turkin             | Hongrie Róbert Kasza Péter Tibolya Ádám Marosi                       | Tchéquie David Svoboda Libor Capalini Michal Michalík |
| Relais      | Russie Rustam Sarbirkhuzin Sergueï Kariakine Maksim Sherstyuk | Lituanie Andrejus Zadneprovskis Edvinas Krungolcas Justinas Kinderis | Hongrie Ádám Marosi Péter Tibolya Róbert Kasza        |

### Femmes
| Épreuves    | Or                                                          | Argent                                                                | Bronze                                                             |
| ----------- | ----------------------------------------------------------- | --------------------------------------------------------------------- | ------------------------------------------------------------------ |
| Individuel  | Ukraine Victoria Tereshchuk                                 | Lituanie Laura Asadauskaitė                                           | Biélorussie Anastasiya Prokopenko                                  |
| Par équipes | Lituanie Laura Asadauskaitė Donata Rimšaitė Yuliya Kolegova | Biélorussie Anastasiya Prokopenko Tatyana Mazurkevich Anna Arkhipenko | Russie Yevdokia Grechishnikova Polina Struchtkova Tatyana Muratova |
| Relais      | Lituanie Laura Asadauskaitė Donata Rimšaitė Yuliya Kolegova | Hongrie Zsuzsanna Vörös Leila Gyenesei Vivien Máthé                   | Russie Tatyana Muratova Yevdokia Grechishnikova Polina Struchtkova |